# الجامع لمفردات الأدوية والأغذية
الجامع لمفردات الأدوية والأغذية والمعروف بمفردات ابن البيطار أو الجامع ، يعد هذا الكتاب من أنفس الكتب العربية وأشهرها ، ذكر فيه أسماء الأدوية و الأغذية من نبات و حيوان و جماد، حسب ترتيب حروفها الهجائية  وهو موسوعة في الصيدلة تحتوي على وصف مفصل لأكثر من 1,400 نوع من الأعشاب والأطعمة والعقاقير الطبية، وتبيِّن أيضًا قيمها العلاجية واستخداماتها الدوائية. كما يحتوي الكتاب أيضًا على إشارات إلى 150 كاتباً عربياً و20 كاتباً يونانياً ، ألفه ابن البيطار العالم النباتي والصيدلي والطبيب المعروف بعد أن تنقل في الكثير من مدن العالم الإسلامي من المغرب غربا حتى العراق شرقا ووضع في هذا الكتاب جميع ملاحظاته وأبحاثه ومشاهداته. اعتمد ابن البيطار المنهج العلمي في البحث والتنقيب، وعلى التجربة والمشاهدة كأساس لدراسة النبات والأعشاب والأدوية، فشرح في مقدمة كتابه المنهج الذي اتبعه في أبحاثه: «ما صحَّ عندي بالمشاهدة والنظر، وثبت لدي بالمخبر لا بالخبر أخذتُ به، وما كان مخالفاً في القوى والكيفية والمشاهدة الحسية والماهية للصواب نبذته ولم أعمل به».

## ما يتميز به الكتاب
لقد أودع ابن البيطار في كتابه عدة (أغراض) -كما عبر عنها- في بداية الكتاب وهي (الكلام لابن البيطار):
الغرض الأول: بهذا الكتاب استيعاب القول في الأدوية المفرعة والأغذية المستعملة على الدوام والاستمرار عند الاحتياج إليها في ليل كان أو نهار، مضافاً إلى ذلك ذكر ما ينتفع به الناس من شعار ودثار، واستوعبت فيه جميع ما في الخمس مقالات من كتاب الأفضل ديسقوريدوس بنصه وكذا فعلت أيضاً بجميع ما أورده الفاضل جالينوس في الست مقالات من مفرداته بفصه ثم ألحقت بقولهما من أقوال المحدثين في الأدوية النباتية والمعدنية والحيوانية ما لم يذكراه، ووصفت فيها عن ثقات المحدثين، وعلماء النباتيين ما لم يصفاه، وأسندت في جميع ذلك الأقوال إلى قائلها، وعرفت طرق النقل فيها بذكر ناقلها، واختصصت بما تم لي به الاستبداد وصح لي القول فيه ووضح عندي عليه الاعتماد.
الغرض الثاني: صحة النقل فيما أذكره عن الأقدمين، وأحرره عن المتأخرين، فما صح عندي بالمشاهدة والنظر وثبت لدي بالخبر لا الخبر ادخرته كنزاً سرياً وعددت نفسي عن الاستعانة بغيري فيه سوى الله غنياً، وما كان مخالفاً في القوى والكيفية، والمشاهدة الحسية في المنفعة والماهية للصواب والتحقيق أو أن ناقله أو قائله عدلاً فيه عن سواء الطريق، نبذته ظهرياً وهجرته ملياً، وقلت لناقله أو قائله لقد جئت شيئاً فرياً، ولم أحاب في ذلك قديماً لسبقه، ولا محدثاً أعتمد غيري على صدقه.
الغرض الثالث: ترك التكرار حسب الإمكان، إلا فيما تمس الحاجة إليه لزيادة معنى وتبيان.
الغرض الرابع: تقريب مأخذه بحسب ترتيبه على حروف المعجم مقفى ليسهل على طالب ما طلب من غير مشقة ولا غناء ولا تعب.
الغرض الخامس: التنبيه على كل دواء وقع فيه وهم أو غلط المتقدم أو متأخر لاعتماد أكثرهم على الصحف والنقل، واعتمادي على التجربة والمشاهدة حسب ما ذكرت قبل.
الغرض السادس: في أسماء الأدوية بسائر اللغات المتباينة في السمات، مع أني لم أذكر فيه ترجمة دواء إلا وفيه منفعة مذكورة، أو تجربة مشهورة.